# Lakka Souliou
Lakka Souliou (in greco Λάκκα Σουλίου?) è un ex comune della Grecia nella periferia dell'Epiro (unità periferica di Giannina) con 6 502 abitanti secondo i dati del censimento 2001.
È stato soppresso a seguito della riforma amministrativa, detta Programma Callicrate, in vigore dal gennaio 2011 ed è ora compreso nel comune di Dodoni.

## Storia

### Origini
Il centro di Lakka Souliou è stato abitato sin dal neolitico, come testimoniano i reperti rinvenuti nell'area (asce in granito e pietra focaia, rame e ferro armi, vasi di argilla). Sono presenti diverse acropoli, antiche tombe e monete epiriote.
Nel V secolo a.C., i Molossi ha iniziato a rafforzare e sotto il regno di Tharrhypas, nel 429 a.C., che ha calpestato e sicuramente parato il tesproti dalla regione. Durante il regno di Tharrypas e suo figlio Alcetas I (390 - 370 a.C.), i molossi molosso fondato la Lega, nel 385 a.C., con l'unione delle Chaonians e tesproti. Questo campionato è cresciuto di essere la Lega epirota nel 325 a.C., parte del quale è stata la regione di Lakka Souliou.

### Medioevo e età moderna
Durante la dominazione bizantina Lakka Souli ha subito le varie incursioni e dopo la quarta crociata e la conquista di Costantinopoli nel 1204, entrò a far parte del Despotato dell'Epiro.
Nel 1449, la regione e tutto l'Epiro cadde sotto il dominio ottomano. Per gli abitanti iniziò una lotta incessante contro i turchi ottomani e poi, nel XVII secolo, hanno formato la Confederazione Souliota, una confederazione autonoma domina un gran numero di villaggi tra loro vicini, dove hanno opposto a lungo resistenza al dominio ottomano. Nel 1611, gli abitanti di Laikka presero parte a una rivolta contadina con l'obiettivo di liberare la Ioannina. Durante gli attacchi degli Ottomani contro Souli nel 1732 - 1778 e 1792 - 1803, Lakka Souliou fungeva da avamposto della confederazione dei Souliotes, e lo stesso Alì Pascià di Tepeleni ha voluto occupare quest'area proprio per la sua posizione strategica. Dopo la caduta di Suli, Alì Pashà concede alcune terre della regione ai suoi militi. Lakka Souliou è stata infine liberata nel 1913. Molti abitanti hanno partecipato alla guerra greco-turca (1919-1922) e alcuni sono stati decorati per il loro coraggio.

## Amministrazione

### Gemellaggi
- Villa Castelli